# NB-3 Jadran
NB-3 Jadran (Naoružani brod-3 — Вооружённый корабль-3 «Ядран») — патрульный корабль партизанских военно-морских сил Югославии. Один из самых крупных и мощных по вооружению кораблей партизанских ВМС Югославии: несмотря на скромное водоизмещение в 64 т, имел массу в 142 тонны, был крупнее многих кораблей партизанского флота и был вооружён 40-мм корабельными орудиями, 12,7-мм пулемётами и даже 150-мм ракетной установкой.
Известно, что «Ядран» ранее использовался в качестве рыболовного судна. В 1943 году уже состоял на вооружении партизан, капитаном корабля был Тихомир Вилович (сербохорв. Tihomir Vilović). Отличился 31 декабря 1943, когда принял бой с хорватским кораблём «Пашман» и заставил его экипаж капитулировать. В плен попали 24 немца и 4 хорвата, а 5 января хорватское судно было взорвано. 3 июня 1944 экипажем партизанского корабля, по неподтверждённым данным, был сбит самолёт около острова Брач (экипаж какого-либо другого корабля НОАЮ не предпринимал подобных попыток). 14 октября 1944 корабль ввязался в схватку у побережья Хорватии и был повреждён огнём береговой артиллерии.
«Ядран» пережил войну и после её окончания снова продолжил службу как рыболовецкое судно.